# Osceola (miasto w hrabstwie Polk)
Osceola – miasto w Stanach Zjednoczonych, w stanie Wisconsin, w hrabstwie Polk, położone na wschodnim brzegu rzeki Saint Croix.